# Zwyciężyły kobiety

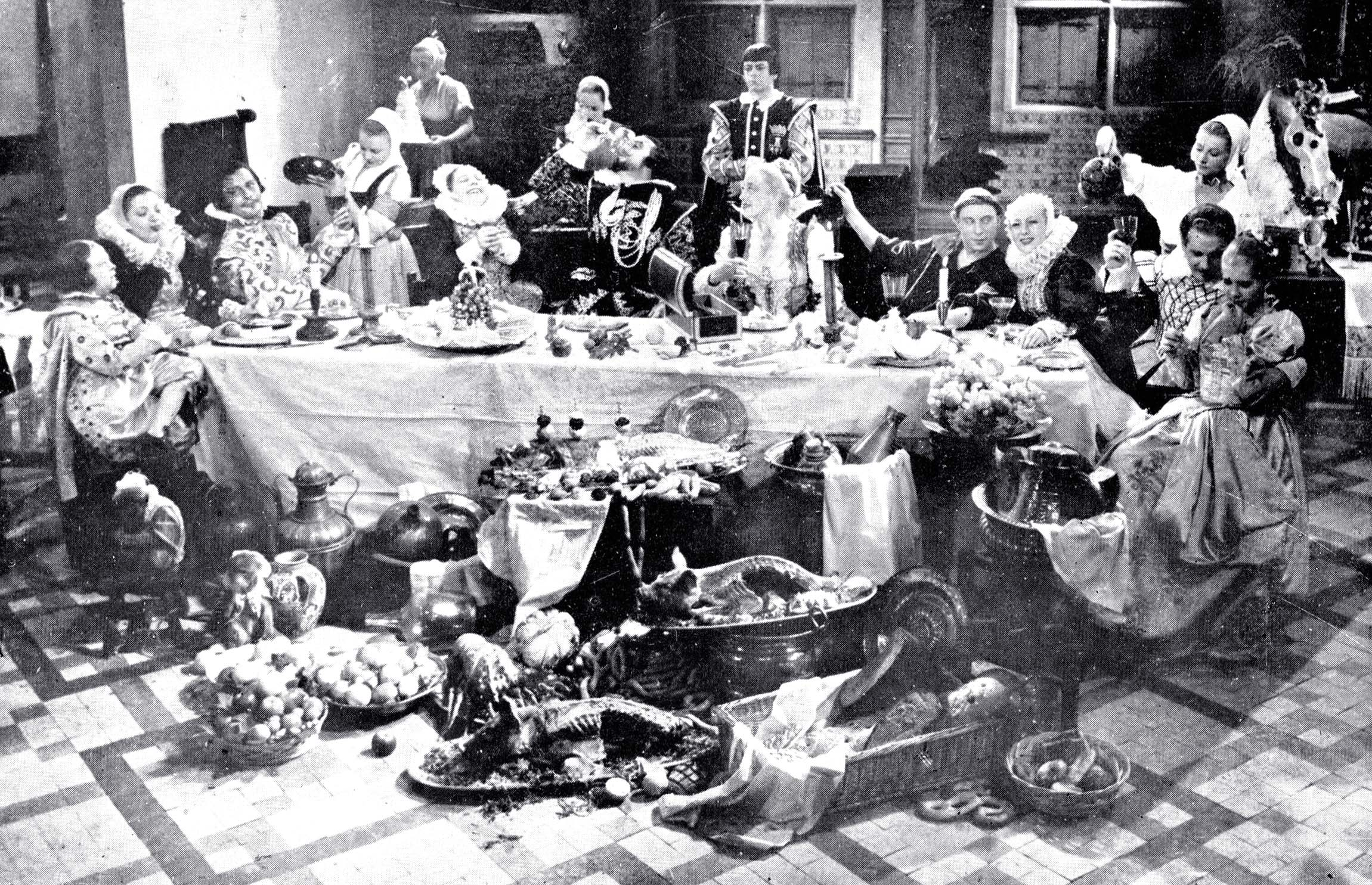
Zwyciężyły kobiety- Komedia z roku 1935

Zwyciężyły kobiety (fr. La kermesse héroïque) – francusko-niemiecka komedia kostiumowa z 1935 roku w reżyserii Jacques'a Feydera. Osadzona w XVII-wiecznej Flandrii opowieść o kobietach ochraniających małe miasteczko przed Hiszpanami.